# Morab
La raza morab es una raza de caballos desarrollada a partir de las razas árabe y Morgan. 
El cruce de caballos árabes y caballos Morgan se inició en la década de 1880 con el objetivo de crear una raza de caballos de tiro ligero, apta para enganchar a carruajes y hacer trabajos moderados en granjas. 
El Morab moderno, continuador de las cualidades originales obtenidas, combina potencia y elegancia. Es un animal atractivo y adecuado en competiciones de exhibición, tan montado como enganchado. Y muy apto como caballo familiar en equitación de ocio o como caballo de trabajo. 
El primer registro Morab fecha de 1973. Antes de su creación los Morab se criaban por tipo y la genealogía se anotaba privadamente. Muchos caballos Morab se inscribieron en el registro American Morgan Horse Association, con un libro genealógico abierto, y se incorporaron a la raza Morgan. 
El magnate de la prensa William Randolph Hearst era un criador apasionado de caballos Morab y se le adjudica la invención del nombre "morabito", combinación de las denominaciones de las razas fundadoras (MOR órgano-ARABEian) en inglés. 

## Características

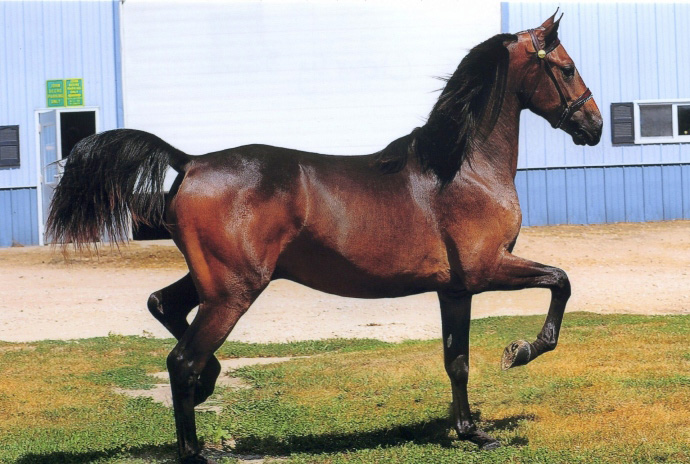
Morgan de pelaje castaño.

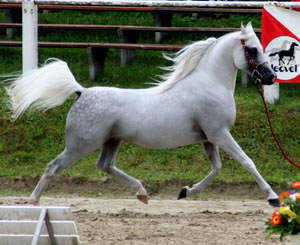
Caballo árabe de pelaje liart.

### Tipo y conformación
La raza Morab se parece mucho a las razas fundadoras árabe y Morgan, compartiendo características de ambas. Los caballos Morab son compactos y musculosos, con una buena osamenta, herencia del Morgan, manteniendo sin embargo un aspecto refinado y elegante. La mitad posterior recuerda la de los caballos árabes. Es corta y poderosa. Con una estructura robusta y músculos bien desarrollados. El cuarto anterior es igualmente reforzado y bien musculado. El cuello, elegante y curvado, bien insertado en un pecho ancho y unos hombros bien anguladas. Las extremidades son más gruesas que las del árabe, con espinillas cortas y uñas bien formados. 
La cabeza es refinado, similar al del árabe. Con un hocico más grande y un carrillo más reforzado. Los ojos son grandes y expresivos. Las orejas pequeñas y con gran movilidad. La mayoría de los Morab tienen crin y crin abundantes y espesas, y llevan la cola en alto como los árabes. 
El aspecto general es el de un caballo árabe más robusto, con tipo de caballo de silla pero también de tiro ligero. 

### Altura
La altura de promedio es de 147 a 157 cm pero puede oscilar entre 142 y 163 cm o más. 

### Carácter
El temperamento de los caballos Morab puede interpretarse como una mezcla de los caracteres de las razas formadoras. Los Morab son inteligentes, curiosos y con una personalidad marcada. Aprenden rápidamente y se relacionan bien con los humanos. Son caballos que quieren ser apreciados. Y muy caseros. En el sentido de que son ideales como caballos familiares. Algunos han sido utilizados como caballos de escuela y en hipoterapia. 

### Pelajes
La raza Morab tiene todos los pelajes de las razas árabe y Morgan. Primeramente los cuatro "básicos": negro, moreno, castaño, alazán. Esos pelajes pueden estar afectados por las diluciones crema, de un y plateada (Y quizás alguna más como la champagne y pearl). Finalmente, todos los pelajes anteriores pueden estar combinados con los patrones liart o sabino, o ambos a la vez. 
No se aceptan caballos con patrones leopardo, overo, tobiano o salpicado. También hay otras limitaciones: no se admiten los Bausan por encima de la rodilla (que pueden presentarse en caballos de pura raza Morab), ni los ojos vaires. 
Desde el punto de vista de la terminología de los pelajes (en inglés y sus traducciones), la definición del término "Buckskin" por parte de la PMHA corresponde al pelaje "bayo de un" (según la acepción tradicional en Estados Unidos, antes de que fuera modificada de forma unilateral y arbitraria por la American Quarter Horse Association. Desde hace unos treinta años, la AQHA define "Buckskin" como "bayo crema". Y casi todo el mundo sigue este criterio. Que, en algunos casos, provoca incongruencias

### Galope
La mayoría de los Morabs sólo tienen los galopes "naturales": paso, trote, galope corto y galope. En cada uno de esos galopes la velocidad y la acción pueden variar mucho en función del animal considerado. En general la locomoción de los Morab es fluida y elegante y es descrita como "flotante" por algunos. 
Algunos caballos Morab, muy pocos, tienen algún galope amblador: "Singlefoot" o "stepping pace", principalmente. "Foxtrot" o "True rack" con menos frecuencia.

## Historia
Los antecedentes de la raza Morab son teóricos. En el año 1857, el reconocido experto en caballos D. C. Lindsley publicó un estudio en el que recomendaba el cruce de yeguas árabes en el caso de que no pudieran obtenerse yeguas Morgan de pura sangre. (El título del estudio no está claro si es "The Morgan Horse" o "Morgan Horses"). El camino a seguir para los futuros Morab estaba indicado. 
Desde el punto de vista del mercado, en una época en que los caballos tenían una fuerte vertiente utilitaria, el objetivo principal de los criadores eran los caballos de tiro ligero. Buenos trotadores que pudieran ser enganchados a los buggies para desplazamientos rápidos, con el añadido de la elegancia. 
Uno de los caballos cruzados Morgan-árabe fue Golddust, trotador de cualidades inmejorables y victorioso en las pistas y concursos. Como estalón generó 302 potros. Y más de 100 caballos Morab actuales son descendientes suyos. 
En los años 20 del siglo pasado, el magnate de la prensa William Randolph Hearst inició un programa de cría de morabito a partir de caballos árabes y Morgan que también criaba en programas de pura raza. Se le considera autor del término Morab. 
Los morabito de Hearst resultaron apuntalando árabes de procedencia Crabbet (Crabbet Arabian Stud | Crabbett-Bred) con yeguas Morgan. Los productos resultantes fueron considerados excelentes como caballos vaqueros para trabajar en terrenos difíciles. (La señora Mrs. William Randolph Hearst II así lo escribió en su obra Horses of San Simeon. También mencionó algunas cifras: 110 caballos registrados en la AMHA, 18 de los cuales eran Morab.  
Otro programa de cría de Morab fue el de los hermanos Swenson en  Stamford (Texas) en su rancho SMS Ranch. A partir de dos potros Morgan, siete yeguas Morgan y tres sementales árabes, consiguieron caballos Morab muy notables. 
Un tercer programa fue el de Martha Doyle Fuller en Clovis (California), iniciado en 1955. Con el objetivo de criar un caballo idóneo para competir en concursos de exhibición según lo designaba como "tipo Morab". 

## Asociaciones

### Registros privados
- Hearst Memorial Registry

### Registros oficiales
- 1973-1980. Morab Horse Registry of America (conocido como Clovis registry)
- 1980-1998. North American Morab Horse Association (NAMHA)
- 1987. Incorporación de la 'International Morab Breeders' Association, Inc. (IMBA).
- 1998. Purebred Morab Horse Association (PMHA).
- 1999. Morab Horse Association and Register, or MHA.
- 2008. Unión de los registros MHA y PMHA, terminada en 2009. Manteniendo el nombre de Purebred Morab Horse Association (PMHA) y los proyectos de las dos organizaciones.

## Vídeos
- Vídeo de un estalón Morab.(en inglés)

- Datos: Q1800149
- Multimedia: Morab / Q1800149